# پیستورف
پیستورف (به آلمانی: Pistorf) یک منطقهٔ مسکونی در اتریش است که در لیبنیتس واقع شده‌است. پیستورف ۱۳٫۵۷ کیلومتر مربع مساحت دارد ۳۱۲ متر بالاتر از سطح دریا واقع شده‌است.